# زاووسه
زاووسه (به لاتین: Zavosse) یک روستا و آبادی در بلاروس است که در منطقه بریست واقع شده‌است. زاووسه ۱۸۴ متر بالاتر از سطح دریا واقع شده‌است.